# Susan Pedersen (Historikerin)
Susan G. Pedersen FBA (* 31. August 1959 in Tokio) ist eine kanadische Historikerin und Gouverneur Morris Professor of History an der Columbia University. Ihre Forschungsgebiete liegen in der britischen Geschichte des 19. und 20. Jahrhunderts, Frauengeschichte, Siedlerkolonialismus und der Geschichte der internationalen Institutionen.

## Leben
Die Kanadierin Pedersen wuchs in Japan auf. Sie schloss ihr Studium 1982 am Radcliffe College mit dem Bachelor ab und absolvierte M.A. (1983) und Ph.D (1989) an der Harvard University, wo sie als Assistenzprofessorin lehrte und als Dekanin für Undergraduate Education tätig war. 2003 wechselte sie an die Columbia University.
Pedersen verfasste Biografie über Eleanor Rathbone und schrieb über das Mandatsystem des Völkerbunds (2015). Dafür erhielt sie den Cundill Prize in Historical Literature. 2005/06 war sie Fellow am Wissenschaftskolleg zu Berlin und hatte eine Guggenheim Fellowship. Sie war 2009 Bosch Fellow in Public Policy an der American Academy in Berlin, Fellow der American Academy of Arts and Sciences (2016) und Fellow der British Academy (2020). 2022 wurde ihr der Bielefelder Wissenschaftspreis verliehen. Im selben Jahr war sie Leverhulme Gastprofessorin an der Cambridge University.

## Schriften
- The Guardians: The League of Nations and the Crisis of Empire, Oxford University Press, 2015, ISBN 978-0-19-973003-2
- mit Caroline Elkins (Hrsg.): Settler Colonialism in the Twentieth Century, Routledge, 2005, ISBN 978-0-415-94924-8.
- Eleanor Rathbone and the Politics of Conscience. Yale University Press, 2004, ISBN 978-0-300-10245-1.
- John Leonard Clive, Susan Pedersen, Peter Mandler: After the Victorians: Private Conscience and Public Duty in Modern Britain : Essays in Memory of John Clive. Psychology Press, 1994, ISBN 978-0-415-07056-0.
- Family, Dependence, and the Origins of the Welfare State: Britain and France, 1914–1945. Cambridge University Press, 1993, ISBN 978-0-521-55834-1 (google.com [abgerufen am 11. September 2022]).

## Belege
1. ↑  Susan Pedersen Department of History - Columbia University. Abgerufen am 11. September 2022 (amerikanisches Englisch).
2. ↑  Susan Pedersen - John Simon Guggenheim Memorial Foundation. 28. Mai 2013, archiviert vom Original am 28. Mai 2013; abgerufen am 11. September 2022.  Info: Der Archivlink wurde automatisch eingesetzt und noch nicht geprüft. Bitte prüfe Original- und Archivlink gemäß Anleitung und entferne dann diesen Hinweis.
3. ↑  Susan Pedersen. Abgerufen am 11. September 2022 (amerikanisches Englisch).
4. ↑  Professor Susan Pedersen FBA. Abgerufen am 11. September 2022 (englisch).
5. ↑  Bielefelder Wissenschaftspreis 2022 geht an Kanadierin Susan Pedersen. Radio Bielefeld, 9. Oktober 2022, abgerufen am 10. Oktober 2022.

| Personendaten    | Personendaten           |
| ---------------- | ----------------------- |
| NAME             | Pedersen, Susan         |
| ALTERNATIVNAMEN  | Pedersen, Susan Gay     |
| KURZBESCHREIBUNG | kanadische Historikerin |
| GEBURTSDATUM     | 31. August 1959         |
| GEBURTSORT       | Tokio                   |